# 리처드 존슨 (배우)
리처드 존슨(Richard Johnson, 1927년 7월 30일 ~2015년 6월 5일 잉글랜드의 배우이다.

## 출연 작품
- 라스트 콘서트